# Franz Joseph Salwirk
Franz Joseph Salwirk (* 3. Februar 1762 in Mollenberg, Pfarrei Hergensweiler; † 11. Dezember 1820 in Mailand, in Italien Giuseppe Salvirch) war ein Graveur.
Seine Mutter Maria Magdalena geb. Wocher stammt aus Langenargen am Bodensee. Sein Vater war Jäger und Forstaufseher im Dienst der Herrschaft Montfort-Bregenz.
Im Alter von 17 Jahren zog er nach Mailand zu seinem Onkel Christoph Wocher, der dort als Knopffabrikant und Münzgraveur tätig war. Ab 1779 war er tätig als Graveur und Medailleur in der Münzprägeanstalt in Mailand und trat dort am 4. Juli 1808 die Nachfolge des Obergraveurs Gerolamo Vassallo an.
Er schnitt die Prägestempel zahlreicher Münzen, die von der Mailänder Münzstätte unter französischer und österreichischer Herrschaft ausgingen und fertigte zahlreiche Erinnerungsmedaillen. Salwirk bekannte sich zeitlebens zu Langenargen als seinem Heimatort. 